# Pinnacle Systems
Pour les articles homonymes, voir Pinnacles.
Pinnacle Systems est une entreprise américaine qui propose des solutions matérielle et logicielle autour de la vidéo sur ordinateur. Elle a développé de nombreuses cartes d'interface, pour effectuer du montage vidéo, des cartes télé, etc. Elle édite également une gamme de logiciels nommée Pinnacle Studio.

## Historique
Pinnacle Systems est créée en 1986 en Californie. À partir des années 1990, elle rachète de nombreuses autres sociétés, principalement allemandes, telles que Miro Computer en 1997, FAST MultiMedia en 2001, et VOB Computersysteme en 2002.
Elle possédait les cartes Targa 1000 et 2000, restées longtemps des références dans le monde de la vidéo professionnelle.[réf. nécessaire] Ces cartes équipaient les Avid Media Composer ABVB. La société Pinnacle Systems est ensuite rachetée par Avid en aout 2005, puis par Corel en 2012.
En 2008, le département produits Pinnacle PCTV est vendu à Hauppauge Digital (voir Hauppauge Computer Works (en)).